# Para dvojno povečana šeststrana prizma
| Para dvojno povečana šeststrana prizma | Para dvojno povečana šeststrana prizma   |
| -------------------------------------- | ---------------------------------------- |
|                                        |                                          |
| Vrsta                                  | Johnsonovo telo J54-J55-J56              |
| Stranske ploskve na stran              | 2x4 trikotnikov 4 kvadrati 2 šestkotnika |
| Oglišča                                | 14                                       |
| Robovi                                 | 26                                       |
| Konfiguracija oglišča                  | 4(42.6) 10(34) 2(32.4.6)                 |
| Grupa simetrije                        | D2h                                      |
| Dualni polieder                        | -                                        |
| Značilnosti                            | konveksna                                |
| mreža telesa                           |                                          |

Para dvojno povečana šeststrana prizma je eno izmed Johnsonovih teles (J55).
V letu 1966 je Norman Johnson (rojen 1930) opisal in imenoval 92 teles, ki se imenujejo Johnsonova telesa.